# 丁綍庭
丁綍庭（1897年—1952年 ），男，山东牟平縣人，中華民國政治人物。

## 生平
丁綍庭於1897年出生於山東登州府牟平縣十區孤山鄉上冊村（今屬乳山市大孤山镇）。1920年畢業於中國大學，後進入東北講武堂，畢業後加入東北軍。1929年任哈爾濱警官高等學校教務主任。1932年7月任陸軍第十一軍一一七旅旅長，1934年任國民黨中央軍事委員會華北分會參議，不久後任冀察綏靖公署參議。
1936年七七事變後，丁回到胶东半岛的原籍牟平縣。時膠東半島東部地方武裝勢力眾多，丁綍庭通過整合地方武裝力量建立國民政府軍事委員會別動總隊第四十六支隊以抵抗日軍。1938年，丁綍庭率部襲擊牟平縣城，後又擊潰當時從魯南流竄到膠東的匪徒劉黑七部，迫使其逃回費縣。1939年改編為山東省第七區保安第三旅。同年丁綍庭加入國民黨。1940年丁綍庭參加抗八聯軍，在牟平一帶地區主持反共，擊斃八路軍二百餘人。1942年，丁綍庭部在大虎嵐地區殲滅八路軍，處決二十餘人，俘五十餘人。
1946年5月，丁綍庭代理省辖煙台市長。1947年10月1日，国民革命军光复烟台市，丁氏正式上任，次年7月去职。在煙台陷落後潛逃至青島，1951年在上海被捕。1952年在乳山县被中華人民共和國槍決。